# Complesso nuragico di Malchittu
Il complesso nuragico di Malchittu si trova nel comune di Arzachena (OT), ad est dell'abitato da cui dista circa un chilometro, e ai margini della vallata nella quale scorre il rio Bucchilalgu. È composto da un tempio, un nuraghe quasi completamente crollato, una grande capanna circolare e una serie di tombe "a tafone".

## Il tempietto
Il tempietto di Malchittu rappresenta sicuramente l'edificio più interessante del complesso, sia per l'eccellente stato di conservazione che per la singolarità della costruzione paragonabile a poche altre in Sardegna. I primi scavi e rilevamenti furono effettuati da Maria Luisa Ferrarese Ceruti nel 1964 dopo la segnalazione da parte del proprietario del terreno.
Il tempietto presenta una pianta subrettangolare con profilo arrotondato, quasi ad abside, soprattutto nella parete posteriore. Le dimensioni dell'edificio sono 14 metri in lunghezza e 6 in larghezza, ed è diviso, trasversalmente in due ambienti: un atrio aperto verso l'esterno che immette in una camera più grande.
Il primo ambiente, di forma vagamente quadrangolare, è delimitato lateralmente da due bracci in muratura costituiti dal prolungamento dei lati lunghi dell'edificio, mentre il profilo murario di sinistra ha andamento rettilineo quello di destra risulta curvilineo, in corrispondenza di un affioramento di roccia. 
Il lato di fondo del vestibolo, nel quale si apre l'ingresso alla camera prospiciente, culmina in alto con un frontone che, per quanto in buone condizioni, non conserva l'altezza originaria.
La struttura è costruita con massi di medie e grandi dimensioni appena sbozzati, con l'eccezione degli stipiti e dell'architrave dell'ingresso, che sono realizzati con blocchi più grandi e ben lavorati.

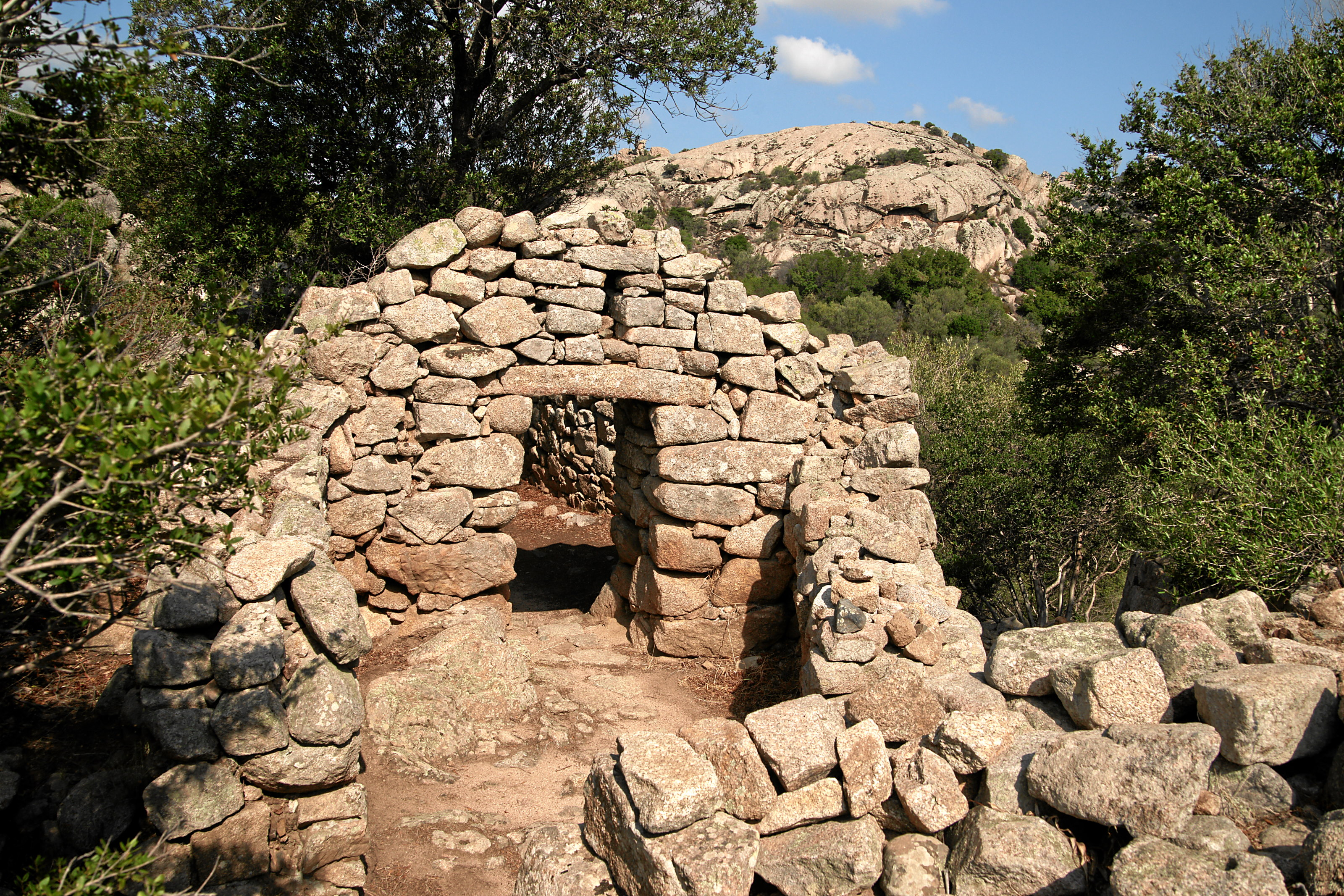
Ingresso

L'ingresso architravato introduce in un corto andito che presenta su entrambe le pareti laterali una piccola nicchia rettangolare che probabilmente assicurava una trave per il fissaggio di una porta lignea. Sia l'atrio che l'andito sono lastricati con cura.
Al di sotto del frontone, sull'architrave che delimita la parte alta della porta si apre un'ampia finestra di scarico, espediente costruttivo molto usato nelle architetture nuragiche per alleggerire l'architrave dal peso delle murature sovrastanti e che probabilmente aveva anche la funzione di far entrare luce e aria quando la porta era chiusa.

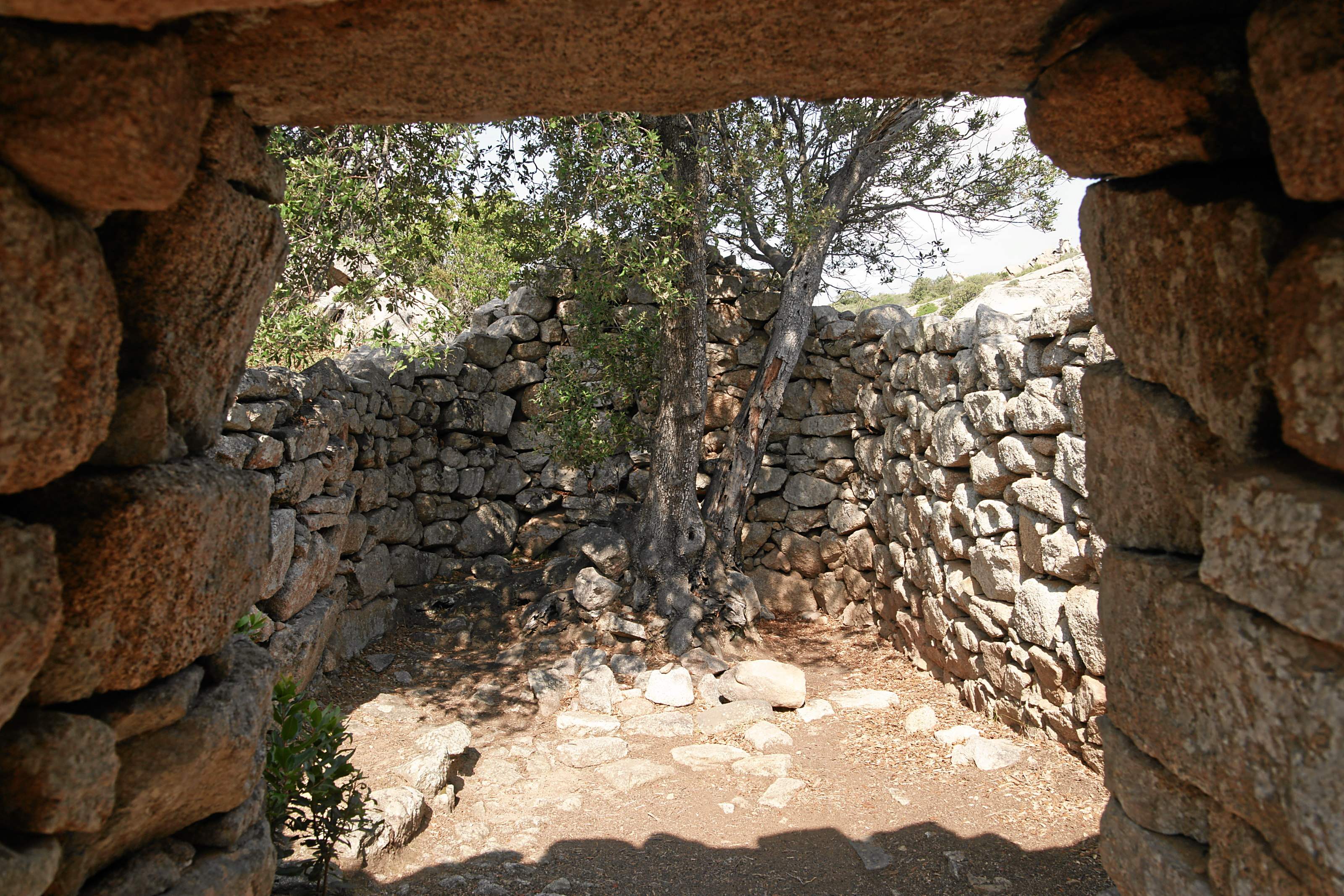
Camera

La camera occupa i due terzi circa della struttura con dimensioni interne di 8 x 4 metri e presenta in corrispondenza del muro di fondo un bancone rialzato, destinato forse alla deposizione delle offerte, nei pressi del quale sono stati rinvenuti la maggior parte dei reperti in ceramica del complesso, distrutti dalle radici di un leccio cresciuto proprio al centro alla camera.
Lungo le pareti laterali si aprono due nicchiette per parte e al centro del lato destro due gradini forse costituivano un sedile per l'officiante. Di fronte ad esso si trova un focolare circolare delimitato da piccole lastre ben accostate e connesse con malta di fango. Il pavimento era originariamente rivestito da un acciottolato regolare coperto successivamente da terra battuta. Proprio questa stratificazione ha permesso di riconoscere due momenti distinti di attività della struttura. Sul lato sinistro alcune pietre disposte a semicerchio sembrano risalire al secondo periodo, quando la frequentazione dell'edificio era probabilmente sporadica e non riguardava l'ambito religioso.
La copertura del vano e dell'atrio doveva essere in origine a doppio spiovente, con trave di colmo centrale poggiante sui due frontoni a sostenere i travetti trasversali.
L'attività del tempio sembra legata al Bronzo medio e non dovette essere molto lunga come sembra suggerire l'altezza ridotta degli strati.